# Югумо (1941)
Югумо — японский эсминец типа «Югумо», головной в серии. Название в переводе с японского «Облачный вечер».
Заложен в 1940 года на Верфи Maizuru КK. Спущен 16 марта 1941 года, вошел в строй 5 декабря 1941 года. Участвовал в боях у Алеутских островов и Гуадалканала. 6 октября 1943 года в бою у Велья-Лавелья потоплен американскими эсминцами в точке 07°33′ ю. ш. 156°14′ в. д..